# Приштински округ (УНМИК)
Приштински округ (алб. Rajoni i Prishtinës) је један од седам округа на подручју Косова и Метохије, по УНМИК-овој подели. Центар округа је Приштина. Округ чине општине Приштина, Глоговац, Косово Поље, Липљан, Ново Брдо, Обилић, Грачаница и Подујево.
УНМИК-ов Приштински округ не треба мешати са Косовским управним округом (са званичним центром у Приштини), који је административно-територијална јединица Републике Србије.

## Оснивање
Средином 1999. године, непосредно након доласка мисије УН на подручје Косова и Метохије, отпочео је рад на стварању УНМИК-ових регионалних (обласних) структура. Решењем УНМИК-а (бр. 14) од 21. октобра 1999. године, на подручју Косова и Метохије установљене су функције регионалних администратора (Regional Administrators). Приликом доношења ове одлуке УНМИК је поштовао дотадашњу поделу на пет управних округа, тако да је један од првих регионалних администратора био постављен у Приштини, чиме је упоредо са Косовским управним округом био створен и посебан УНМИК-ов Приштински округ.